# Magna Charta (Band)
Magna Charta war ein deutsches Dance-Projekt der Produzenten MC Bones (* als Walfried Böcker) und Tim Benjamin (* als Helmut Meyers). Die beiden Musiker erreichten 1990 mit Hymn, der ersten Single dieses Acts, Platz 25 der deutschen und Platz 16 der Schweizer Hitparade. Knapp drei Jahre später erschien eine weitere Single. Die Coverversion des Meat-Loaf-Hits I’d Do Anything for Love verfehlte allerdings eine Chartplatzierung.

## Diskografie (Singles)
- 1990: Hymn (EMI Electrola)
- 1993: I’d Do Anything for Love (feat. Matin) (Hansa, BMG Ariola)